# عبد الرؤوف الريدي
عبد الرؤوف الريدي (1933-) هو كاتب ودبلوماسي مصري، ولد في محافظة دمياط، عمل بوزارة الخارجية في 1955، وعُين ملحقًا في البعثة المصرية لدى الأمم المتحدة، وعمل في إدارة الهيئة الدولية وكان مديرًا لإدارة البحوث والتخطيط السياسي بوزارة الخارجية، وعُين مندوب مصر لدى الأمم المتحدة في جنيف، ومن ثم سفير مصر في باكستان في 1979، ثم عمل في الأمانة العامة للجامعة العربية، ومستشار في البعثة المصرية لدى الأمم المتحدة، وعُين مديرًا لإدارة الهيئات الدولية في 1983، وعُين سفيرًا لمصر في الولايات المتحدة في (1984-1992).
كان عضوًا في وفد مصر برئاسة الرئيس جمال عبد الناصر لدى مؤتمر القمة الأول لدول عدم الانحياز ببلجراد، واللقاء الثلاثي الذي ضم كلا من الرئيس عبد الناصر والرئيس جوزيف بروز تيتو رئيس يوغوسلافيا ورئيسة وزراء الهند أنديرا غاندي بنيودلهي في نوفمبر 1966، كما كان عضوًا في وفد مصر لدى مؤتمر كامب دافيد برئاسة الرئيس أنور السادات في أغسطس - سبتمبر 1978.
حصل على ليسانس حقوق في 1954، وحصل على ماجستير في «الاستخدامات السلمية للفضاء الخارجي» من جامعة كولومبيا، وكان من مؤسسي مكتبة مصر العامة ومنظومتها ويرأس مجلس إدارتها منذ افتتاحها في مارس 1995.

## مؤلفاته
- «رحلة العمر .. مصر وأمريكا .. معارك الحرب والسلام»، دار نهضة مصر للنشر، 2011.[4][5]